# 大巴山钩丝壳
大巴山钩丝壳（学名：Uncinula dabashanensis）是属于白粉菌目白粉菌科钩丝壳属的一种真菌，寄生在木姜子属植物上。该种分布于中国。